# Hakeem Jeffries
Hakeem Sekou Jeffries  (New York, 4 augustus 1970) is een Amerikaans politicus van de Democratische Partij.
Van 2007 tot en met 2012 was hij afgevaardigde in het Lagerhuis van de staat New York. In 2012 werd hij verkozen tot volksvertegenwoordiger het Amerikaanse Huis van Afgevaardigden voor het 8e congresdistrict van New York. In 2023 volgde hij Nancy Pelosi op als fractieleider van de Democratische Partij in het Huis van Afgevaardigden. Hij is de eerste Afro-Amerikaan in de geschiedenis van het Congres die een van de twee grote partijfracties leidt. Hij geldt als een centrist.